# Papa João V
João V, nascido Ioánnis; (Antioquia, 635 - Roma, 2 de agosto de 686) foi o Papa da Igreja Católica de 23 de julho de 685 até a data de sua morte. Foi eleito e consagrou-se sem esperar a autorização do imperador do Oriente, emancipando o papado à sua tutela. Reuniu um concílio que decidiu que as igrejas de Córsega e Sardenha ficassem sob a autoridade imediata do papa. Era um homem generoso e, segundo os historiadores, distribuiu aos pobres, durante seu pontificado, mais de 1 900 soldos. Morreu em 2 de agosto de 686, depois de uma longa enfermidade, sendo sepultado na Basílica de São Pedro.